# إيزابيل ماسياس
إيزابيل ماسياس (بالإسبانية: Isabel Macías)‏ هي منافسة ألعاب القوى إسبانية، ولدت في 11 أغسطس 1984 في سرقسطة في إسبانيا.

## وصلات خارجية
- الموقع الرسمي
- إيزابيل ماسياس على موقع الاتحاد الدولي لألعاب القوى (الإنجليزية)
- إيزابيل ماسياس على موقع الدوري الماسي (الإنجليزية)
- إيزابيل ماسياس على موقع أوليمبيديا (الإنجليزية)